# ورزشگاه کارز جین
ورزشگاه کارز جین (به هلندی: Cars Jeans Stadion) یک ورزشگاه فوتبال در هلند است که در لاهه واقع شده‌است.